# Nõmme Kalju Football Club 2018
Questa voce raccoglie le informazioni riguardanti il Nõmme Kalju Football Club nelle competizioni ufficiali della stagione 2018.

## Stagione
- In campionato il Kalju Nõmme termina al primo posto (86 punti) davanti a Levadia Tallinn (84) e Flora Tallinn (83) e vince per la 2ª volta la Meistriliiga.
- In coppa nazionale perde la finale contro il Trans Narva (2-1 ai tempi supplementari).
- In Europa League viene eliminato al primo turno dagli islandesi dello Stjarnan (1-3 complessivo).

## Maglie e sponsor
La divisa casalinga era composta da una maglia nera con rifiniture bianche, pantaloncini neri e calzettoni neri. Quella da trasferta era invece composta da una maglia magenta con rifiniture nere, pantaloncini magenta e calzettoni magenta.
| Casa | Trasferta |

## Rosa
| N. |                    | Ruolo | Calciatore              |
| -- | ------------------ | ----- | ----------------------- |
| 1  | Estonia (bandiera) | P     | Vitali Teleš (capitano) |
| 2  | Estonia (bandiera) | D     | Martin Mägi             |
| 4  | Estonia (bandiera) | D     | Vladimir Avilov         |
| 5  | Italia (bandiera)  | D     | Maximiliano Uggè        |
| 6  | Estonia (bandiera) | D     | Deniss Tjapkin          |
| 7  | Francia (bandiera) | C     | Réginald Mbu Alidor     |
| 8  | Estonia (bandiera) | C     | Frank Liblikmann        |
| 9  | Estonia (bandiera) | C     | Nikolai Mašitšev        |
| 11 | Brasile (bandiera) | A     | Liliu                   |
| 15 | Estonia (bandiera) | C     | Igor Subbotin           |
| 16 | Estonia (bandiera) | A     | Jevgeni Demidov         |
| 17 | Estonia (bandiera) | A     | Robert Kirss            |

| N. |                    | Ruolo | Calciatore         |
| -- | ------------------ | ----- | ------------------ |
| 20 | Estonia (bandiera) | C     | Aleksandr Volkov   |
| 21 | Estonia (bandiera) | A     | Peeter Klein       |
| 22 | Estonia (bandiera) | C     | Trevor Elhi        |
| 23 | Croazia (bandiera) | C     | Marko Brtan        |
| 24 | Estonia (bandiera) | D     | Kermo Pihelgas     |
| 26 | Ucraina (bandiera) | D     | Andrij Markovyč    |
| 33 | Estonia (bandiera) | A     | Rimo Hunt          |
| 43 | Estonia (bandiera) | A     | Kaspar Paur        |
| 44 | Brasile (bandiera) | D     | William Gustavo    |
| 69 | Estonia (bandiera) | P     | Henri Perk         |
| 96 | Estonia (bandiera) | P     | Pavel Londak       |
| 99 | Estonia (bandiera) | A     | Alex Matthias Tamm |